# あさのあつこ
あさの あつこ（本名・浅野 敦子、旧姓:尾川、1954年9月14日 - ）は、日本の小説家、児童文学作家。小説『バッテリー』（1996年 - 2005年）はのべ1000万部を超えるベストセラーを記録したほか、野間児童文芸賞、日本児童文学者協会賞などを受賞。日本児童文学者協会会員。
10代の少年少女が悩み、成長する姿を描く作品に定評があり、幅広い年齢層に支持される。中学野球が舞台の『バッテリー』のほか、『NO.6』（2003年 - 2011年）『ガールズ・ブルー』（2003年 - 2008年）など多数の人気シリーズがある。

## 経歴
岡山県英田郡美作町（現：美作市）湯郷出身。父は税理士、母は高校教師。
幼児から小学生まで、旧旅館経営で食堂をしていた母方の祖母に姉弟3人ともに世話され、山川で遊ぶ。祖母の食堂を手伝い、温泉街のさまざまの人と触れ合う。図書館もないところだったが、祖母に漫画を貸本屋で借りてもらい読んだことがきっかけで漫画ファンとなり、すぐに自分で小遣いをつぎ込み借りる。漫画雑誌も買うようになる。漫画家を志望するが、絵の才能がなく12歳で諦める。
学校の図書室には本があまりなく、司書もいなかった。家には岩波書店少年少女文学全集があったが未読、しかし他にもたくさんの本があったので、書物に触れることができた。中学1年生のとき、「シャーロック・ホームズシリーズ」の『バスカヴィル家の犬』などを読んで小説の面白さを知る。次にアガサ・クリスティを読む。そしてエラリー・クイーンに没頭し全作品を読む。同時期にフィクション日記をつけ始める。 中学2、3年生のころから誰にも言えないまま作家を志し、その気持ちは消えることなく続いた。
岡山県立林野高等学校 在学中から詩などを大学ノート2冊くらいに書く。高校2年生で、初作で約30枚の習作『マグナード氏の妻』を書き上げ国語の授業の課題で提出し、先生に「お前の書く文章が好きだ」と言われ多くの感想を書いてくれた。初めて認められたと思い、書きたい気持ちを大切にしたいと思った。この経験が物書きになれると自信をもったきっかけとなる。
作家としてのきっかけを掴むため東京の青山学院大学文学部に進学。学校教員ならまとまった休暇を執筆に当てられると思ってのことでもあった。大学時代に児童文学サークルに入る。大学時代に自信作1篇の習作を書く。卒業後、岡山市の小学校の臨時教師となるが、多忙で小説は書けず、さらに子どもたちと本気で向かい合うことが難しく、3年間で退職する。
その後、姉の同級生の歯科医師と結婚し、旧・美作町で歯科医院を開業。3子を儲け医院受付と医療事務と子育てをした。長男と次男が小学校に入学し、次に末娘が保育園に入って平日昼2、3時間の自由時間ができた時に36歳で、大学時代に指導を受けた作家で主宰の後藤竜二に誘われ、日本同人協会「季節風」の同人となる。「季節風」に連載した『ほたる館物語』が認められ、37歳で作家デビューする。「出版の連絡は、最初詐欺かと思った」とも語るほどであり著者見本で本が届いたときは夢のようで、本を持ち部屋中を飛び回り泣いて喜んだ。「これで死んでもいい」と思った。夫はその姿を見て「趣味で小説を書いていたのではなく、作家を目指していたことを初めて知った」と言った。その日は本を抱いたまま寝た。
1997年、『バッテリー』で野間児童文芸賞を受賞する。幅広い世代の支持を得て児童文学としては異例の1000万部ベストセラーになる。1999年、『バッテリー2』で日本児童文学者協会賞を受賞する。2005年、『バッテリー』全6巻で小学館児童出版文化賞を受賞する。子育て中に読んだ『橋ものがたり』をきっかけに藤沢周平に魅せられて、『弥勒の月』『夜叉桜』などの時代小説も書いている。
2010年7月、「季節風」代表の後藤竜二の急逝に伴い、後継の代表に選任と総会承認され、2年間の任期後再任され、継続していたが、2017年度までには代表を降り、2019年度までには幹事も降板した。2011年、『たまゆら』で島清恋愛文学賞受賞。2024年、「弥勒」（光文社）、「おいち不思議がたり」（PHP研究所）、「闇医者おゑん秘録帖」（中央公論新社）の各シリーズで第13回日本歴史時代作家協会シリーズ賞を受賞。

## 作風
- 雑誌『ダ・ヴィンチ』2007年11月号のボーイズラブ特集で、『バッテリー』と『NO.6』が同性愛の印象を与える「匂い系」と紹介され、この中で本人は「私は（友情と恋愛の）区別ができないからこそ濃密で独特な感情というものを書いていきたい」とのコメントを寄せた。
- 濃厚な人間関係の描写について、「小中学生には過激ではないか」との意見に対しては「書きたいものを書いていて、あまり読者を意識していない。誰が読むかということも気にしていない。ただ、物語というのはこんなに面白いんだ、と思わせたい」[22] という内容を講演会で述べている。
- 時代小説の取材は、江戸時代の風情が残る秋田県角館や山口県萩、島根県津和野を取材するが、撮影やメモなどはせず、角館では武家屋敷に入り暗闇の中で1時間イメージを膨らませた。物語が降りてくるのを待ち、後はキャラクターが独自に動いてくれて物語が展開するのに任せる[3]。
- 『たまゆら』では、徳島のお遍路道の光景をヒントにしたが、自分の書くものはすべて人間関係をテーマにしている。恋愛も人間関係とみて、一般的な美しい恋物語ではない濃密なドロドロしたものを書いたと語る[3]。
- 「37歳でデビューして、『書いてない時期が長いからそれが糧となった』と言ったことがある。しかし、思い直してそれでもあきらめなかったということがだいじだ。捨てられる夢なら捨ててもいいと思う。」と語る[23]。この物語を書くために生まれたというような作品を残すのが生きていく意味で、そんな小説を1作でも残して死んでいきたいと思い、自らをまだ未熟だと言う。いつも、より最高作へと到達したいという[3]。「一つ、自分を褒めてやれることは、書きたい気持ちだけは持ち続けていたことです。」と自らの来し方を振り返る[11]。

## エピソード
- 最初期には文章も書いていた女優の浅野温子と間違われないように、平仮名のペンネームにした[24]。
- 50歳を過ぎても肩出しファッションで講演するなど、比較的若者風の服装で登場する[22]。
- 野球を題材にした小説を多く発表しているが本人に野球経験はなく、初期作の『バッテリー』は野球の取材を全くせずに執筆した[25]。『バッテリー』はスポーツ小説ではないとし[26]、スポーツを通して成り立つ人間と人間の関係を書いていると語っている[27]。『バッテリー』終了後は、常連校ではないのにセンバツでベスト8進出した経験のある高校野球部のミーティングなどを取材している[22]。また「私自身、中学時代にずっと服従して生きてきて、いまだに傷になっています。だから、『バッテリー』で描きたかったのは“服従しない少年”。たとえ大切な人を傷つけたとしても、思いを捨てられずに自分を貫き通す主人公だったんです」[28]
- 子どもが小学6年生の時に荒れたクラスで生徒たちが授業をボイコットする事件が起き、PTAは大きくトラブルだと騒いだ。しかし、あさのあつこは一貫して“子どもは何もしていない。子どもを信じましょう”と言って、子供たち各自を人間として信頼する姿勢で見つめていたと父兄はいう[3]。
- 山間の小さな町である美作市出身・在住であることについて、「毎日新聞」のインタビューに「（美作市に）住んでいて、憤りを感じるんです。繁栄に取り残されているというか、景気が上向いたなんてどこの話？ って」「中央や絶対の権力に抗いたい気持ちが私にはある。それは彼の大人への抗いに通じます」と話している。
- 2012年岡山県知事選挙でも、取り残された県北部の現状に憤りを示し、批判しメッセージを出している[7]。
- 日本共産党の支持者である[29]。

## 著作リスト

### 児童・少年少女向け

#### バッテリー
- バッテリー（1996年 - 2005年 教育画劇 全6巻 / 2003年 - 2007年 角川文庫 全6巻 / 2010年 - 2012年 角川つばさ文庫 全6巻）
- ラスト・イニング（2007年2月 角川書店 / 2009年1月 角川文庫） - 『バッテリー』の続編スピンオフ

#### THE MANZAI
- THE MANZAI（1999年 岩崎書店 / 2004年 - 2010年  ジャイブ・カラフル文庫 全6巻 / 2005年 - 2010年 ジャイブ・ピュアフル文庫 全6巻 / 2016年 ポプラ文庫ピュアフル 【上・中・下】）
  - 【改題】The MANZAI 十五歳の章（2018年6月 角川文庫【上・下】）
- The MANZAI 十六歳の章（2018年7月 角川文庫）

#### テレパシー少女「蘭」事件ノート
1. ねらわれた街（1999年3月 青い鳥文庫）
2. 闇からのささやき（2000年6月 青い鳥文庫）
3. 私の中に何かがいる（2001年6月 青い鳥文庫）
4. 時を超えるSOS（2002年2月 青い鳥文庫）
5. 髑髏は知っていた（2003年2月 青い鳥文庫）
6. 人面瘡は夜笑う（2004年2月 青い鳥文庫）
7. ゴースト館の謎（2005年2月 青い鳥文庫）
8. さらわれた花嫁（2006年3月 青い鳥文庫）
9. 宇宙からの訪問者（2008年7月 青い鳥文庫）

#### NO.6
- NO.6（2003年 - 2011年 YA!ENTERTAINMENT 全9巻 / 2006年 - 2014年 講談社文庫 全9巻）
- NO.6 beyond（2012年11月 YA!ENTERTAINMENT / 2015年11月 講談社文庫）
- NO.6 再会 #1（2025年5月 講談社）

#### 「ガールズ・ブルー」シリーズ
- ガールズ・ブルー（2003年11月 ポプラ社 / 2006年11月 文春文庫 / 2008年4月 ポプラ文庫）
- ガールズ・ブルーII（2008年4月 ポプラ文庫 / 2009年8月 ポプラ社 / 2009年9月 文春文庫）

#### 時空ハンターYUKI
- 時空ハンターYUKI 1（2005年1月 ジャイブ・カラフル文庫）
  - 【改題】光と闇の旅人I 暗き夢に閉ざされた街（2010年5月 ポプラ文庫ピュアフル）
- 時空ハンターYUKI 2（2005年9月 ジャイブ・カラフル文庫）
  - 【改題】光と闇の旅人II 時空の彼方へ（2010年11月 ポプラ文庫ピュアフル）
- 光と闇の旅人III 決戦のとき（2017年3月 ポプラ文庫ピュアフル）

#### 「ランナー」シリーズ
1. ランナー（2007年6月 幻冬舎 / 2010年4月 幻冬舎文庫）
2. スパイクス（2011年4月 幻冬舎 / 2013年4月 幻冬舎文庫）
3. レーン（2013年5月 幻冬舎 / 2016年8月 幻冬舎文庫）
4. ラストラン（2018年10月 幻冬舎 / 2021年6月 幻冬舎文庫）

#### 「一年四組の窓から」シリーズ
- 一年四組の窓から （2012年3月 光文社BOOK WITH YOU / 2016年3月 光文社文庫）
- 明日になったら 一年四組の窓から（2013年4月 光文社BOOK WITH YOU / 2016年4月 光文社文庫）

#### 「さいとう市立さいとう高校野球部」シリーズ
- さいとう市立さいとう高校野球部（2013年8月 講談社 / 2017年8月 講談社文庫【上・下】）
- さいとう市立さいとう高校野球部 甲子園でエースしちゃいました（2014年8月 講談社 / 2018年8月 講談社文庫）
- さいとう市立さいとう高校野球部 おれが先輩？（2017年8月 講談社 / 2020年10月 講談社文庫）

#### X-01 エックスゼロワン
- X-01 エックスゼロワン［壱］（2016年9月 YA!ENTERTAINMENT）
- X-01 エックスゼロワン［弐］（2017年9月 YA!ENTERTAINMENT）
- X-01 エックスゼロワン［参］（2019年11月 YA!ENTERTAINMENT）

#### その他児童・少年少女向け
- ほたる館物語（1991年 - 1992年 新日本出版社 全3巻 / 2004年 ジャイブ・カラフル文庫 全3巻 / 2007年 ジャイブ・ピュアフル文庫 全2巻）
- 舞は10さいです。（1996年6月 新日本出版社）
- ラブ・レター（1998年 新日本出版社）
- スポットライトをぼくらに（1998年 国土社）
- どばぴょん（1999年 新日本出版社）
- タンポポ空地のツキノワ（1999年 国土社 / 2007年 新日本出版社）
- いえでででんしゃ（新日本出版社）
  1. いえでででんしゃ（2000年）
  2. いえでででんしゃはこしょうちゅう?（2004年）
  3. いえでででんしゃはがんばります。（2008年）
- 新ほたる館物語（2002年 新日本出版社 / 2007年 ジャイブ・カラフル文庫 / 2008年 ジャイブ・ピュアフル文庫）
- ぼくらの心霊スポット（学研マーケティング / 学習研究社 / 角川つばさ文庫）
  1. ぼくらの心霊スポット（2002年 / 2006年 第2巻との合本 /  2009年）
  2. 首つりツリーのなぞ（2004年 / 2006年 第1巻との合本 / 2011年）
  3. 真夏の悪夢（2004年 / 2011年）
- えりなの青い空（2004年 毎日新聞社 / 2008年 文春文庫）
- 福音の少年（2005年7月 角川書店 / 2007年6月 角川文庫）
- ありふれた風景画（2006年8月 文藝春秋 / 2009年4月 文春文庫）
- 風の館の物語（2007年 - 2010年 講談社 全4巻 / 2013年 青い鳥文庫 全4巻）
- あかね色の風 / ラブ・レター（2007年4月 幻冬舎文庫）
- 晩夏のプレイボール（2007年 毎日新聞社 / 2010年 角川文庫）
- 楓子と悠の物語（講談社 青い鳥文庫） - 「坂道をのぼったら」の続編
  1. 12歳 出会いの季節（2007年）
- ミヤマ物語（毎日新聞社）
  - ミヤマ物語 第一部（2008年）
  - 結界の森へ ミヤマ物語 第2部（2011年）
  - 偽りの支配者 ミヤマ物語 第3部（2013年）完結
- 復讐プランナー 14歳の世渡り術（2008年6月 河出書房新社 / 2014年4月 河出文庫） - 文庫版に書き下ろし続篇「星空の下に」を特別収録
- 「ヴィヴァーチェ」シリーズ（角川書店）
  1. 紅色のエイ（2008年 / 2013 文庫）
  2. 漆黒の狙撃手（2010年 / 2013 文庫「宇宙へ地球へ」に巻改題）
- ねこの根子さん（2009年5月 講談社）
- 「神々」シリーズ （学習研究社）CLAMP (イラスト、単行本のみ)
  1. 神々の午睡（うたたね）（2009年 / 2013年 幻冬舎文庫）
  2. 神々と目覚めの物語 (2013年)
  3. 神々の午睡（うたたね）金の歌、銀の月（2013年10月）
- 13歳のシーズン（2010年 光文社 BOOK WITH YOU / 2014年3月 光文社文庫）
- グラウンドの空（2010年7月 角川書店 / 2013年6月 角川文庫）
- スーサ（2011年 徳間書店 / 2014年 徳間文庫）
- チューリップルかほちゃん（2013年11月 毎日新聞社）絵:石井聖岳 - 絵本
- グラウンドの詩（2013年7月 角川書店 / 2015年6月 角川文庫） - 『グラウンドの空』続編
- 敗者たちの季節（2014年7月 KADOKAWA / 2017年4月 角川文庫）
- チームFについて（2015年7月 角川春樹事務所 / 2017年7月 ハルキ文庫）
- もりもり森のネコロッケ（2015年11月 KADOKAWA）絵:やすとみたかゆき - 絵本
- 透き通った風が吹いて（2015年11月 文藝春秋 / 2018年11月 文春文庫）
- おしごとのおはなし お医者さん ママはお医者さん（2015年12月 講談社）
- アレグロ・ラガッツァ（2016年10月 朝日新聞出版 / 2018年11月 朝日文庫）
- アスリーツ（2019年9月 中央公論新社 / 2022年3月 中公文庫）
- スポーツのおはなし 野球 ぼくだけのファインプレー（2020年2月 講談社）
- ハリネズミは月を見上げる（2020年8月 新潮社 / 2023年5月 新潮文庫）
- アーセナルにおいでよ（2024年9月 水鈴社）

#### 小説以外
- 龍太のとんでもない日々（2005年 - 2006年 学習研究社）
- 近未来入門！（ナレッジエンタ読本 2）（2007年 メディアファクトリー）共著 福江純
- なによりも大切なこと (心の友だち)（2007年 PHP研究所 / 2010年 PHP文庫）作品フレーズとエッセイ
- チュウガクセイのキモチ（2008年 小学館）
- 10代の本棚 - こんな本に出会いたい（2011年 岩波書店 岩波ジュニア新書）編著 収録文
- 特別授業3.11 君たちはどう生きるか（2012年3月 河出書房新社 / 2021年3月 河出文庫）
- いただきます。ごちそうさま。(怪談えほん)（2021年1月 岩崎書店）加藤休ミ(絵)、東雅夫(編集)

### 一般小説

#### 「白兎」シリーズ
- 透明な旅路と（2005年4月 講談社）
  - 【改題】白兎1 透明な旅路と（2012年9月 講談社）
    - 【再改題】緋色の稜線（2020年11月 角川文庫）
- 地に埋もれて（2006年3月 講談社）
  - 【改題】白兎2 地に埋もれて（2012年9月 講談社）
    - 【再改題】藤色の記憶（2020年12月 角川文庫）
- 白兎3 蜃楼の主（2012年9月 講談社）
  - 【改題】藍の夜明け（2021年1月 角川文庫）
- 白兎4 天国という名の組曲（2012年9月 講談社）
  - 【改題】白磁の薔薇（2021年2月 角川文庫）

#### 「Team・HK」シリーズ
- Team・HK（2013年3月 徳間書店 / 2015年9月 徳間文庫）
- 殺人鬼の献立表 Team・HK（2015年10月 徳間書店 / 2018年9月 徳間文庫）

#### 「グリーン・グリーン」シリーズ
- グリーン・グリーン（2014年8月 徳間書店 / 2017年3月 徳間文庫）
- グリーン・グリーン 新米教師二年目の試練（2018年9月 徳間書店 / 2021年11月 徳間文庫）

#### その他一般小説
- 十二の嘘と十二の真実（2007年10月 徳間書店 / 2011年2月 徳間文庫）
- ぬばたま（2008年1月 新潮社 / 2010年8月 新潮文庫）
- 金色の野辺に唄う（2008年5月 小学館 / 2010年10月 小学館文庫）
- あした吹く風（2008年12月 文藝春秋 / 2012年2月 文春文庫）
- 朝のこどもの玩具箱（2009年6月 文藝春秋 / 2012年8月 文春文庫）
- 夢うつつ（2009年8月 東京書籍 / 2014年1月 文春文庫） - エッセイと小説による短編集
- 夜のだれかの玩具箱（2009年12月 文藝春秋 / 2012年9月 文春文庫）
- たまゆら（2011年5月 新潮社 / 2013年11月 新潮文庫）
- 桃の花は（2011年8月 ほっと文庫（角川文庫・バンダイ））
- かんかん橋を渡ったら（2013年3月 角川書店 / 2016年1月 角川文庫）
- 花や咲く咲く（2013年8月 実業之日本社 / 2016年10月 実業之日本社文庫）
- かんかん橋の向こう側（2016年3月 KADOKAWA / 2018年3月 角川文庫） - 『かんかん橋を渡ったら』続編
- I love letter（2016年9月 文藝春秋 / 2019年7月 文春文庫）
- 末ながく、お幸せに（2017年8月 小学館 / 2020年1月 小学館文庫）
- ぼくがきみを殺すまで（2018年3月 朝日新聞出版 / 2021年3月 朝日文庫）
- 明日へつながる5つの物語（2021年10月 角川文庫）
- 彼女が知らない隣人たち（2022年3月 KADOKAWA / 2024年11月 角川文庫）
- 神無島のウラ（2023年2月 小学館）
- プレデター（2023年7月 集英社）

### 時代小説

#### 「弥勒」シリーズ
- 弥勒の月（2006年2月 光文社 / 2008年8月 光文社文庫）
- 夜叉桜（2007年9月 光文社 / 2009年11月 光文社文庫）
- 木練柿（2009年10月 光文社 / 2012年1月 光文社文庫）
- 東雲の途（しののめのみち）（2012年2月 光文社 / 2014年8月 光文社文庫）
- 冬天の昴（2014年3月 光文社 / 2016年11月 光文社文庫）
- 地に巣くう（2015年11月 光文社 / 2018年2月 光文社文庫）
- 花を呑む（2017年1月 光文社 / 2019年2月 光文社文庫）
- 雲の果（2018年5月 光文社 / 2020年2月 光文社文庫）
- 鬼を待つ（2019年5月 光文社 / 2021年2月 光文社文庫）
- 花下に舞う（2021年3月 光文社 / 2022年9月 光文社文庫）
- 乱鴉の空（2022年8月 光文社 / 2023年9月 光文社文庫）
- 野火、奔る（2023年10月 光文社 / 2025年2月 光文社文庫）
- 春立つ風（2025年3月 光文社）

#### 「おいち不思議がたり」シリーズ
- ガールズ・ストーリー おいち不思議がたり（2009年12月 PHP研究所）
  - 【改題】おいち不思議がたり（2011年11月 PHP文芸文庫）
- 桜舞う おいち不思議がたり（2012年3月 PHP研究所 / 2015年2月 PHP文芸文庫）
- 闇に咲く おいち不思議がたり（2015年5月 PHP研究所 / 2018年5月 PHP文芸文庫）
- 火花散る おいち不思議がたり（2018年6月 PHP研究所 / 2021年5月 PHP文芸文庫）
- 星に祈る おいち不思議がたり（2021年6月 PHP研究所 / 2023年4月 PHP文芸文庫）
- 渦の中へ おいち不思議がたり（2023年5月 PHP研究所 / 2025年5月 PHP文芸文庫）
- 紅色の幻 おいち不思議がたり（2025年6月 PHP研究所）

#### 小舞藩シリーズ
- 火群のごとく（2010年5月 文藝春秋 / 2013年7月 文春文庫）
- 飛雲のごとく（2019年8月 文藝春秋 / 2022年6月 文春文庫）
- 舞風のごとく（2021年10月 文藝春秋 / 2023年6月 文春文庫）

#### 「燦」シリーズ
- 燦1 風の刃（2011年4月 文春文庫）
- 燦2 光の刃（2011年12月 文春文庫）
- 燦3 土の刃（2012年7月 文春文庫）
- 燦4 炎の刃（2013年6月 文春文庫）
- 燦5 氷の刃（2014年7月 文春文庫）
- 燦6 花の刃（2015年5月 文春文庫）
- 燦7 天の刃（2016年5月 文春文庫）
- 燦8 鷹の刃（2016年8月 文春文庫）

#### 「闇医者おゑん秘録帖」シリーズ
- 闇医者おゑん秘録帖（2013年2月 中央公論新社 / 2015年12月 中公文庫）
- 闇医者おゑん秘録帖 花冷えて（2016年1月 中央公論新社 / 2018年12月 中公文庫）
- 闇医者おゑん秘録帖 残陽の廓（2023年3月 中央公論新社）
- 闇医者おゑん秘録帖 碧空の音（2024年3月 中央公論新社）

#### 〈針と剣〉シリーズ
- 風を繍う（2016年8月 実業之日本社）
  - 【改題】風を繡う 針と剣 縫箔屋事件帖（2019年8月 実業之日本社文庫）
- 風を結う 針と剣 縫箔屋事件帖（2020年7月 実業之日本社 / 2022年12月 実業之日本社文庫）
- 風を紡ぐ 針と剣 縫箔屋事件帖（2023年1月 実業之日本社 / 2025年4月 実業之日本社文庫）

#### 天地人シリーズ
- 天を灼く（2016年10月 祥伝社 / 2020年8月 祥伝社文庫）
- 地に滾る（2018年7月 祥伝社 / 2020年9月 祥伝社文庫）
- 人を乞う（2019年10月 祥伝社 / 2020年10月 祥伝社文庫）

#### えにし屋春秋シリーズ
- えにし屋春秋（2020年9月 角川春樹事務所 / 2022年7月 ハルキ文庫）
- 光のしるべ えにし屋春秋（2023年6月 角川春樹事務所 / 2025年6月 ハルキ文庫）

#### おもみいたしますシリーズ
- おもみいたします（2022年11月 徳間書店 / 2024年5月 徳間文庫）
- おもみいたします 凍空と日だまりと（2024年6月 徳間書店）

### 風ただなかシリーズ
- 薫風ただなか（2017年6月 KADOKAWA / 2019年6月 角川文庫）
- 烈風ただなか（2019年8月 KADOKAWA / 2022年1月 角川文庫）

#### その他時代小説
- 待ってる 橘屋草子（2009年2月 講談社 / 2013年9月 講談社文庫）
- 花宴（2012年7月 朝日新聞出版 / 2015年1月 朝日文庫 / 2021年5月 埼玉福祉会〈大活字本シリーズ〉）
- もう一枝あれかし（2013年8月 文藝春秋 / 2016年3月 文春文庫）
- かわうそ お江戸恋語り。（2014年8月 祥伝社 / 2017年6月 祥伝社文庫）
- ゆらやみ（2015年6月 新潮社 / 2018年1月 新潮文庫）
- にゃん！ 鈴江藩江戸屋敷見聞帳（2018年4月 白泉社 / 2021年8月 祥伝社文庫）
- もっと！ にゃん！ 鈴江三万石江戸屋敷見聞帳（2024年9月 祥伝社文庫）

### エッセイ他
- ささやかな物語たち。（2009年 講談社）浅野征大（写真）フォトエッセー
- 「少女の友」創刊100周年記念号 明治・大正・昭和ベストセレクション（2009年 実業之日本社）所収エッセイ
- ようこそ、絵本館へ（2011年 文藝春秋）
- あさのあつこのマンガ大好き！（2011年 東京書籍）
- うふふな日々（2012年 PHP研究所）
- ことばの力 第1巻: ぐっとくるまんがのセリフ101（2012年 鈴木出版）
- ことばの力 第2巻: ぐっとくる文学のセリフ101（2012年 鈴木出版）
- ことばの力 第3巻: ぐっとくる映画のセリフ101（2013年 鈴木出版）
- あさのあつこ 特別授業『マクベス』―別冊NHK100分de名著 読書の学校（2019年2月 NHK出版）

### アンソロジー
「」内があさのあつこの作品
- おもしろい話が読みたい！ 白虎編（2005年7月 青い鳥文庫）「蘭と桜と春爛漫」
- ピュアフル・アンソロジー 夏休み。（2006年6月 ピュアフル文庫）「幻想夏」
- あなたに贈る物語（2006年11月 青い鳥文庫）「坂道をのぼったら」
- 短篇ベストコレクション 現代の小説2007（2007年6月 徳間文庫）「白球の彼方」
- 妖怪変化 京極堂トリビュート（2007年12月 講談社ノベルス）「鬼娘」 - 百鬼夜行シリーズのトリビュート作品集
- Field, Wind（2008年4月 ジャイブ）「ロード」
  - 【改題】ぼくらが走りつづける理由（2009年11月 ポプラ文庫ピュアフル）
- きみが見つける物語 スクール編（2008年6月 角川文庫）「このグラウンドで」
- きみに贈るつばさ物語（2009年3月 角川つばさ文庫）「ヨキナマ、ヨキナマ」
- 眠れなくなる夢十夜（2009年5月 新潮文庫 / 2017年1月 新潮文庫）「厭だ厭だ」
- 短篇ベストコレクション 現代の小説2009（2009年6月 徳間文庫）「厭だ厭だ」
- きみが見つける物語 ティーンエイジ・レボリューション（2010年4月 角川書店）「薄桃色の一瞬に」
  - 【改題】きみが見つける物語 運命の出会い編（2012年4月 角川文庫）
- 短篇ベストコレクション 現代の小説2010（2010年6月 徳間文庫）「さいとう市立さいとう高校野球部雑録」
- おもしろい話が読みたい！ ラブリー編（2010年7月 青い鳥文庫）「12歳 ―夏の終わるまでに―」
- シティ・マラソンズ（2010年10月 文藝春秋 / 2013年3月 文春文庫）「フィニッシュ・ゲートから」
- 日本の作家60人 太鼓判！のお取り寄せ（2011年6月 講談社）※エッセイアンソロジー「胡麻ドレッシング」
- 風色デイズ（2012年12月 ハルキ文庫）「チームF」
- 10分間の官能小説集（2012年6月 講談社文庫）「てんにょどうらく」
- ラブソングに飽きたら（2015年2月 幻冬舎文庫）「雨宿りの歌」
- X'mas Stories 一年でいちばん奇跡が起きる日（2016年11月 新潮文庫）「きみに伝えたくて」
- 短編少年（2017年5月 集英社文庫）「下野原光一くんについて」
- マウンドの神様（2017年6月 実業之日本社文庫）「梅里駅前商店街の熱い風」
- もうすぐ絶滅するという煙草について（2018年1月 キノブックス / 2025年5月 ちくま文庫）「憧れのパイプ、憧れの煙管」
- 児童文学10の冒険 明日をさがして（2018年2月 偕成社）「ぼくらの足音」
- てしごと 時代小説アンソロジー おんな職人日乗（2020年1月 徳間書店）「おもみいたします」
  - 【改題】てしごと 時代小説アンソロジー（2022年11月 徳間文庫）
- 1日10分のぜいたく NHK国際放送が選んだ日本の名作（2020年10月 双葉文庫）「みどり色の記憶」
- Day to Day（2021年3月 講談社 / 2021年3月 講談社【愛蔵版】）「5/28 亀の恩返し」
- あなたの後ろにいるだれか―眠れぬ夜の八つの物語―（2021年8月 新潮文庫nex）「赤剝け兎」
- いやし 〈医療〉時代小説傑作選（2021年8月 PHP文芸文庫）「春の夢」
- 思い出ごはん（2023年3月 PHP文芸文庫）※エッセイアンソロジー「祖母のラーメン」
- 何げなくて恋しい記憶 随筆集 あなたの暮らしを教えてください1（2023年3月 暮しの手帖編集部）※エッセイアンソロジー「人の風景」
- 朝日文庫時代小説アンソロジー ゆるし（2024年8月 朝日文庫）「女、ふたり」
- 江戸の職人譚 「匠の技」が生きる江戸の足音（2024年12月 光文社文庫）「秋草千鳥模様 」
- さむらい 〈武士〉時代小説傑作選（2025年1月 PHP文芸文庫）「花散らせる風に」
- ふうふう、ラーメン（2025年2月 河出文庫）※エッセイアンソロジー「祖母のラーメン」

## テレビ出演
- 2007年5月6日『平成教育委員会』
- 2010年3月9日『クローズアップ現代』「卒業ソングに託す思い・若者たち励ます卒業歌、就職難に負けるな」
- 2023年10月4日NHKEテレ『最後の講義 小説家・あさのあつこ』母校・青山学院大学で収録

## メディア・ミックス

### 映画
- バッテリー（2007年3月10日公開、配給：東宝、監督：滝田洋二郎、主演：林遣都・山田健太）
- 風の奏の君へ（2024年6月7日公開、監督：大谷健太郎、主演：松下奈緒、原案：透き通った風が吹いて）[30][31]

### テレビドラマ
- バッテリー（2008年4月3日 - 6月12日、全10話、NHK総合「ドラマ8」枠、主演：中山優馬）
- おいち不思議がたり（2024年9月 - 、NHK BS・NHK BSプレミアム4K「BS時代劇」枠、主演：葵わかな）

### テレビアニメ
- テレパシー少女 蘭（NHK教育テレビジョン、2008年6月-12月）
- NO.6（フジテレビジョン・ノイタミナ、2011年7月-9月）
- バッテリー（フジテレビジョン・ノイタミナ、2016年7月-9月）

### ラジオドラマ
- バッテリー（NHK-FM放送、声の出演：宮野真守、二見史龍ほか）

### 漫画
- バッテリー（柚庭千景作画、角川書店〈あすかコミックス〉、2005年-2023年、全10巻）
- THE MANZAI（イマイヒヅル作画、ジャイブ〈ピュアフルコミックス〉、2006年-2009年、全4巻）
- ほたる館物語（中山亜純作画、ポプラ社、2007年）
- テレパシー少女「蘭」（いーだ俊嗣作画、講談社〈シリウスコミックス〉 全8巻）
  - 第1・2巻にはねらわれた街編、第3・4巻には闇からのささやき編、第5・6巻には私の中に何かがいる編、第7巻にはゴースト館の謎編、第8巻には髑髏は知っていた編を収録。
- NO.6（木乃ひのき作画、講談社〈ARIA (雑誌)〉2011年-2013、全9巻）

## 関連書籍
- あさのあつこ完全読本 2005年 河出書房新社

## 参考
- 文藝年鑑2011
- 「私が子どもだったころ」（NHK）